# Луїш Амаду
Луїш Філіпе Маркес Амаду (порт. Luís Filipe Marques Amado; нар. 17 вересня 1953, Лісабон) — португальський політик, був міністром закордонних справ Португалії в уряді, сформованому Соціалістичною партією Португалії. Перед заміною Діогу Фрейташ ду Амарала на посаді міністра закордонних справ 30 червня 2006 р. Амаду був міністром оборони. Він прийняв головування Португалії в ЄС 30 липня 2007 р.

## Біографія
Луїш Амаду отримав ступінь в області економіки у Вищому інституті економіки та фінансів при Технічному університеті Лісабона. Також він є радником Інституту Національної оборони Португалії, запрошеним професором в Університеті Джорджтауна, аудитором Рахункової палати та бізнес-консультантом, активістом та членом Секретаріату Соціалістичної партії Португалії. Луїш Амаду був міністром закордонних справ XIII та XIV урядів, міністром внутрішніх справ XIII уряду. Більшу частину свого життя він прожив у Мадейрі, де він був представником в Регіональній Асамблеї. Він одружений та має двох дітей.
8 квітня 2009 р. Луїш Амаду був нагороджений Великим Хрестом Військового ордена Христа.

Перебуваючи на посаді міністра закордонних справ Луїш Амаду активно розвивав співробітництво Португалії з різними регіонами світу. У 2009 р. він здійснив візит до Австралії для більш тісного налагодження двосторонньої співпраці. Серед питань, які обговорювались, наголос акцентувався на безпеці та розвитку Східного Тимора. Також наголос робився на торговій співпраці, оскільки вона концентрується довкола таких статей експорту, як алюміній (перша позиція у списку експорту Австралії до Португалії) та транспортних засобів (основної статті експорту Португалії до Австралії). Підсилення співробітництва частково пов'язане з наявністю португальської діаспори на теренах Австралії.

Щодо Африки, то варто вказати на організацію першого двостороннього саміту Португалія-Мозамбік, проведеного у Лісабоні у 2011 р. Луїш Амаду здійснив офіційний візит до Мапуту у рамках підготовки до саміту, зокрема, для розгляду великих двосторонніх проектів та для підготовки документів у різних галузях, необхідних для підписання заключної угоди.

## Кар'єра
- Радник Інституту національної оборони Португалії
- Запрошений професор Джорджтаунського університету
- Депутат Законодавчих зборів Мадейри
- Депутат Республіканської Асамблеї
- Заступник міністра внутрішніх справ XIII конституційного уряду (1995—1997 рр.)
- Міністр закордонних справ та міжнародної співпраці у XIII уряді (1997—1999 рр.)
- Міністр закордонних справ та міжнародної співпраці у XIV уряді (1999—2002 рр.)
- Міністр оборони у XVII уряді (2005—2006 рр.)
- Міністр закордонних справ у XVII уряді (2006—2009 рр.)
- Міністр закордонних справ у XVIII уряді (2009—2011 рр.)

## Нагороди
- Кавалер Національного Ордена за заслуги перед Францією (29 листопада 1999 р.)
- Великий хрест Ордена Пошани Греції (17 березня 2000 р.)
- Великий хрест ордена Ізабелли Католицької в Іспанії (28 вересня 2000 р.)
- Великий хрест ордена Леопольда II в Бельгії (9 жовтня 2000 р.)
- Великий хрест Ордена Майо аль Меріто в Аргентині (18 червня 2003 р.)
- Великий хрест Ордена Великого князя Литовського Гедімінаса (20 серпня 2007 р.)
- Великий хрест Ордена за громадянські заслуги Іспанії (22 жовтня 2007 р.)
- Надзвичайно великий хрест Національного ордена за заслуги у Парагваї (7 грудня 2007 р.)
- Великий хрест Королівського ордена Полярної зірки у Швеції (16 травня 2008 р.)
- Великий хрест ордена за заслуги Республіки Польща (3 березня 2009 р.)
- Великий хрест Військового ордена Христа (8 квітня 2009 р.)
- Великий хрест з зіркою ордена за заслуги у Німеччині (26 травня 2009 р.)
- Великий хрест Ордена Зірки Йорданії (28 травня 2009 р.)
- Великий хрест Ордена за заслуги в Норвегії (25 вересня 2009 р.)
- Великий хрест Ордена за заслуги в Чилі (31 серпня 2010 р.)
- Великий хрест ордена Святого Григорія Великого у Ватикані/ Святого Престолу (3 вересня 2010 р.)
- Великий хрест ордена Суверенного Військового Мальтійського Ордену (23 листопада 2010 р.)
- Великий хрест ордена Корони у Люксембурзі (6 грудня 2010 р.)